# Enacrosoma anomalum
Enacrosoma anomalum är en spindelart som först beskrevs av Władysław Taczanowski 1873.  Enacrosoma anomalum ingår i släktet Enacrosoma och familjen hjulspindlar. Inga underarter finns listade i Catalogue of Life.